# Instituto de Estudios Bursátiles
El Instituto de Estudios Bursátiles (IEB) es un centro universitario especializado en el sector financiero y ubicado en Madrid (España). Fundado en 1989, está patrocinado por la Bolsa de Madrid y adscrito a la Universidad Complutense de Madrid y la Universidad Rey Juan Carlos.

## Historia
La institución fue creada coincidiendo con la entrada en vigor de la Ley del Mercado de Valores española de 1988, que rompía el monopolio de los antiguos agentes de cambio y bolsa y permitía el acceso a los mercados financieros de profesionales formados en estudios bursátiles. Fue fundada por Benito Martínez-Echevarría, quien fuera director del Instituto Nacional de Estadística, en el Palacio Real de Madrid con el apoyo de Nicolás Cotoner, marqués de Mondéjar -entonces jefe de la casa real española- y formando parte de su consejo rector, entre otras personas Antonio Barrera de Irimo -exministro de Hacienda-, José Ramón Álvarez Rendueles - que fue presidente de la Fundación Príncipe de Asturias y exgobernador del Banco de España-, José María Michavila -exministro de Justicia- o Manuel Pizarro -entonces presidente de la Bolsa de Madrid-. Desde sus inicios, el IEB recibió el apoyo del entonces decano de la Facultad de Derecho de la UCM, José Iturmendi Morales.
El primer programa que impartió el IEB fue el máster en Bolsa y Mercados Financieros, único en ese momento; y en 1994 introdujo la doble titulación para los alumnos que estudiaban Derecho en la Universidad Complutense de Madrid para que lo hicieran simultáneamente con el máster en Bolsa y Mercados Financieros.
El IEB inició su andadura internacional en 2003 en alianza con diversas instituciones educativas reconocidas: London School of Economics, la Escuela de negocios Wharton de la University of Pennsylvania, la Universidad de Fordham, la Chinese University of Hong Kong y la Bayes Business School.

## Campus
En 2024 el IEB inauguró un nuevo campus en el distrito Moncloa-Aravaca de Madrid, inspirándose en los edificios clásicos del norte de España que siguen el estilo arquitectónico neo-gótico y en línea con las universidades de Oxford y Cambridge.El diseño de la arquitectura interior y exterior del edificio del campus fue de Álvaro Martínez-Echevarría, director de la institución.
El campus, construido en un terreno de una hectárea y con 4.000 árboles cuenta con 31 aulas equipadas con tecnología, áreas de estudio colaborativo y espacios verdes. Además, incluye instalaciones deportivas y áreas recreativas.  La biblioteca, inspirada en las películas de Harry Potter,alberga una amplia colección de libros sobre temas financieros, jurídicos y económicos.
El campus cuenta con la calificación Breeam que certifica el cumplimiento de la normativa ambiental en la edificación, y de eficiencia energética.
|                        |
| Vista aérea del campus |

|                |
| Vista exterior |

|            |
| Biblioteca |

|                           |
| Vista nocturna del campus |

## Programas académicos
La institución ofrece dobles titulaciones: Grado en Derecho o en Administración de Empresas (ADE) en combinación con diversos máster: en Bolsa y Mercados Financieros, en Relaciones Internacionales o en Business Analytics. El centro cuenta con otros másteres de postgrado: Corporate Finance, International Finance o Auditoria, y másteres oficiales como el de Acceso a la Abogacía y la Procura; programas formativos de preparación para certificaciones financieras, además de formación para empresas y clientes corporativos escuela de verano y otros programas de especialización.
La enseñanza de los diferentes programas es en español y bilingüe español e inglés. Utiliza el método de caso con el estudio de situaciones reales de actualidad y el sistema de simulación, impartido por profesionales de esas especialidades.

## Investigación
Desde 2010, la actividad de investigación se desarrolla a través de observatorios de investigación en asesoramiento financiero, finanzas corporativas, gestión de riesgos del crédito, ahorro a largo plazo, e innovación y tecnología financiera. La labor editorial ha generado la publicación de trabajos de investigación derivados de los diferentes observatorios. El IEB dispone de la revista científica The IEB AESTIMATIO, International Journal of Finance, cuyo consejo editorial está integrado por profesores reconocidos internacionalmente, entre ellos dos premios Nobel: Harry Markowitz y Lawrence Klein.

## Organización
La institución está regida por un equipo dirigido por Álvaro Martínez-Echevarría y por un consejo rector cuyo presidente es Francisco Javier Ramos Gascón, que fue presidente de la Bolsa de Madrid.
El claustro está integrado por profesionales del Derecho y las Finanzas como Ignacio Gordillo,Jesús Santos Alonso, y Roberto Knop,y Daniel Lacalle, entre otros.
El IEB está presente en el Consejo Latinoamericano de Escuelas de Administración (CLADEA, 2008); en la Association to Advance Collegiate Schools of Business (AACSB, 2011); la European Foundation for Management Development (EFMD, 2013), y la Asociación Española de Escuelas de Dirección de Empresas AEEDE (2012).
IEB Alumni. Asociación de antiguos alumnos constituida a través de Alumni de distintas generadores y promociones. La Junta Alumni IEB, cuyo Presidente es Pedro Garrido (BBVA) cuenta con vocales en puestos relevantes en el ámbito financiero, económico y jurídico así como embajadores en numerosos países de Europa, América y Asia y con delegados en las principales ciudades de España. El Presidente Honorífico es José Antonio Zarzalejos (KPMG). 
Desde 2020 concede los premios Sello IEB a la Excelencia, con dos categorías: trayectoria profesional/liderazgo, y emprendimiento.  
Además del Encuentro anual de antiguos alumnos IEB, la institución organiza diversos eventos para promover el contacto de alumnos y potenciales empleadores: el Foro de Empleo Jurídico, y el Foro de Empleo de Empresas y Banca, con la participación de cerca de 50 entidades; y “La Economía y las Finanzas de 2023, lideradas por mujeres”. 